# 台湾楼梯草
台湾楼梯草（学名：Elatostema herbaceifolium）为荨麻科楼梯草属下的一个种。

## 扩展阅读
- 維基物種上的相關：台湾楼梯草